# Basang Boktajew
Basang Władimirowicz Boktajew (ros. Басанг Владимирович Боктаев; ur. 20 sierpnia 1983) – rosyjski zapaśnik startujący w stylu klasycznym. Wojskowy wicemistrz świata w 2006. Mistrz Europy juniorów w 2002. Medalista mistrzostw Rosji juniorów, piąty w 2006 w kategorii seniorów